# Loučka (berg i Tjeckien, Mähren-Schlesien)
Loučka är ett berg i Tjeckien.   Det ligger i regionen Mähren-Schlesien, i den östra delen av landet, 300 km öster om huvudstaden Prag. Toppen på Loučka är 829 meter över havet.
Terrängen runt Loučka är huvudsakligen kuperad.Runt Loučka är det ganska tätbefolkat, med 124 invånare per kvadratkilometer. Närmaste större samhälle är Třinec, 9,9 km nordväst om Loučka. I omgivningarna runt Loučka växer i huvudsak blandskog.